# Boulder City
Boulder City is een plaats (city) in de Amerikaanse staat Nevada, en valt bestuurlijk gezien onder Clark County. Boulder City is samen met Henderson een voorstad van Las Vegas. De Hoover Dam op de staats- en plaatsgrens was vroeger gekend als de Boulder Dam.

## Demografie
Bij de volkstelling in 2000 werd het aantal inwoners vastgesteld op 14.966. In 2006 is het aantal inwoners door het United States Census Bureau geschat op 15.005, een stijging van 39 (0,3%).

## Geografie
Volgens het United States Census Bureau beslaat de plaats een oppervlakte van 524,9 km², waarvan 524,8 km² land en 0,1 km² water. Boulder City ligt op ongeveer 765 m boven zeeniveau.

## Plaatsen in de nabije omgeving
De onderstaande figuur toont nabijgelegen plaatsen in een straal van 32 km rond Boulder City.

## Geboren
- Kathy Evison (16 januari 1963), actrice